# Пулатов, Салим Пулатович
Салим Пулатович Пулатов — советский хозяйственный, государственный и политический деятель, доктор технических наук, профессор.

## Биография
Родился в 1930 году в Ташкенте. Член КПСС.
С 1951 года — на хозяйственной, общественной и политической работе. В 1951—1994 гг. — аспирант Ташкентского института инженеров ирригации и механизации сельского хозяйства, ассистент, старший преподаватель, доцент, декан факультета, ректор Ташкентского ордена Трудового Красного Знамени института инженеров ирригации и механизации сельского хозяйства, министр высшего и среднего специального образования Узбекской ССР, ректор Ташкентского сельскохозяйственного института.
Избирался депутатом Верховного Совета Узбекской ССР 9-12-го созывов.
Умер в Ташкенте в 1994 году.